# Laura Turner
Laura Turner (* 12. August 1982 in Harrow) ist eine britische Leichtathletin. Sie nahm an den Olympischen Sommerspielen 2008 in Peking teil.

## Karriere
Zu Beginn ihrer Karriere war Laura Turner Hürdenläuferin, bis sie 2002 auf den normalen Sprint wechselte und von da an über die 100 Meter und in der 4-mal-100-Meter-Staffel antrat. Bei den Junioreneuropameisterschaften 2003 in Tampere belegte sie in der Staffel den sechsten Platz. Bei den Europameisterschaften 2006 in Göteborg gewann Turner mit der Staffel die Silbermedaille. Bei den Weltmeisterschaften 2007 in Osaka erreichte sie über die 100 Meter das Halbfinale. Mit der Staffel belegte sie den vierten Platz. Laura Turner gehörte zum britischen Kader für die Olympischen Sommerspiele 2008 in Peking.